# Buket Meurak
Buket Meurak is een bestuurslaag in het regentschap Aceh Timur van de provincie Atjeh, Indonesië. Buket Meurak telt 192 inwoners (volkstelling 2010).